# Saint-Secondin
Saint-Secondin è un comune francese di 562 abitanti situato nel dipartimento della Vienne nella regione della Nuova Aquitania.

## Società

### Evoluzione demografica
Abitanti censiti